# Норман Керрі
Норман Керрі (англ. Norman Kerry; 1894, Рочестер — 1956, Лос-Анджелес) — американський кіноактор.

## Біографія
Арнольд Кайзер (справжнє ім'я актора) народився 16 червня 1894 року в Рочестері, штат Нью-Йорк, в родині емігрантів з Німеччини. З початком Першої світової війни він змінив своє явно німецьке ім'я на безлике англізірованние Норман Керрі. Почав працювати з юних років в сімейному бізнесі з продажу шкіряних виробів, але незабаром змінив поле діяльності, ставши театральним агентом.
У 1916 році він познайомився з актором Рудольфом Валентино, який допоміг зробити Керрі перші кроки в кінематографі. У тому ж році Норман Керрі знявся в трьох фільмах в епізодичних і другорядних ролях, а вже в наступному році вперше отримав головну роль — в стрічці «Маленька принцеса». До Керрі швидко прийшов успіх: високого м'язистого хлопця з чорними зализаними назад волоссям і тонкими нафабреними вусиками режисери охоче запрошували в свої картини на роль лихого шибайголови або спокусливого веселого гульвіси.
Керрі багато знімався в кінці 1910-х років, в 1920-х, але з приходом звукового кіно його кар'єра різко пішла на спад: у актора був поганий голос. Останній його «активний» рік — 1931, після цього він з'явився на екрані лише двічі: в 1936 і 1941 роках.
C початком Другої світової війни 45-річний Норман Керрі записався у Французький іноземний легіон, але повернувся в США через рік, після капітуляції Франції.
Норман Керрі помер 12 січня 1956 року в Лос-Анджелесі, похований на Цвинтарі Святого хреста в Калвер-Сіті. У 1960 році Керрі посмертно був удостоєний зірки на Голлівудській Алеї слави (6724, Голлівудський бульвар) за внесок в кіноіндустрію.
Норман Керрі був одружений тричі. Його остання дружина — актриса Кей Інгліш.

## Вибрана фільмографія
- 1917 — Маленька американка
- 1920 — Майданчик для ігор пристрасті
- 1924 — Так це шлюб?
- 1924 — Точний як сталь
- 1927 — Невідомий